# Huascarayopsis paulensis
Huascarayopsis paulensis är en tvåvingeart som beskrevs av Townsend 1927. Huascarayopsis paulensis ingår i släktet Huascarayopsis och familjen parasitflugor. Inga underarter finns listade i Catalogue of Life.